# Laughing Boy (film)
Laughing Boy is een Amerikaanse western uit 1934 onder regie van W.S. Van Dyke. Het scenario is gebaseerd op de gelijknamige roman uit 1929 van de Amerikaanse auteur Oliver La Farge.

## Verhaal
Een jonge indiaan zal trouwen met een meisje uit een andere stam. Zijn aanstaande bruid heeft eerder een zondig leven geleid met blanke mannen. Ze kan hem met een smoes overreden om te verhuizen naar de grote stad. Zo kan ze in de buurt blijven van haar blanke minnaar. Als de waarheid aan het licht komt, wil de indiaan wraak nemen.

## Rolverdeling
| Acteur              | Personage               |
| ------------------- | ----------------------- |
| Ramón Novarro       | Laughing Boy            |
| Lupe Vélez          | Slim Girl               |
| William B. Davidson | George Hartshorne       |
| Chief Thunderbird   | Vader van Laughing Boy  |
| Catalina Rambula    | Moeder van Laughing Boy |
| Harlan Knight       | Wounded Face            |
| Philip Armenta      | Yellow Singer           |
| Deer Spring         | Zoon van Jesting Squaw  |
| Pellicana           | Red Man                 |